# Pero jamaicensis
Pero jamaicensis är en fjärilsart som beskrevs av William Schaus 1901. Pero jamaicensis ingår i släktet Pero och familjen mätare. Inga underarter finns listade i Catalogue of Life.